# Circuito di Alessandria 1933

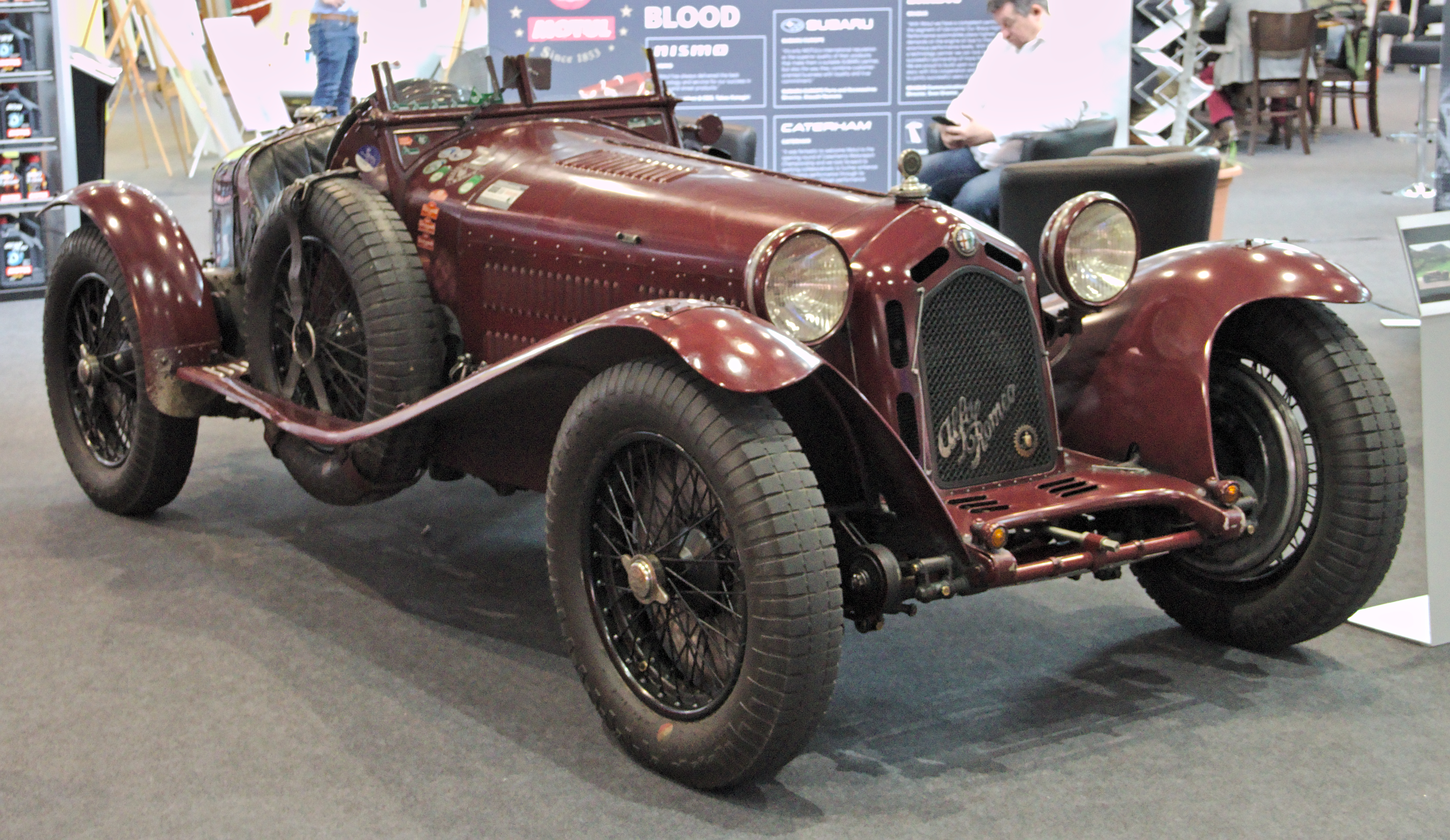
Alfa Romeo 8C 2600

Streckenprofil

Am 30. April fand nach einem Jahr Pause auf dem acht Kilometer langen Circuito Pietro Bordino im italienischen Alessandria  das Rennen Circuito di Alessandria statt.

## Rennen
Die Rennstrecke wurde nach dem italienischen Rennfahrer Pietro Bordino benannt, der beim Alessandria-Grand-Prix 1928 tödlich verunglückte, nachdem er einen streuenden Hund überfuhr, die Kontrolle über seinen Wagen verlor und kopfüber in den Fluss Tanaro stürzte. Das Rennen bestand aus zwei Qualifikationsrennen à acht Runden und einem Finallauf über 15 Runden. Die erste Qualifikation gewann Tazio Nuvolari, die zweite ging an Giovanni Minozzi. Im Finale konnte sich dann einmal mehr Tazio Nuvolari durchsetzten.
Zum Rennen erschienen die Zuschauer in Scharen um das Duell zwischen dem dreifachen Alessandria-Sieger Achille Varzi und Tazio Nuvolari zu sehen. Doch vor dem Rennstart wurde Varzi, ebenso wie Goffredo Zehender, wegen einer zu später Einschreibung vom Grand Prix ausgeschlossen. Die Veranstalter versuchten noch Varzi zuzulassen, doch der italienische Rennsportverband R.A.C.I. blieb bei seiner Entscheidung. Auch der Versuch von Bugatti, Varzi für seinen Teamkollegen Giovanni Alloatti einzutauschen, wurde unterbunden.
Im ersten Qualifikationsrennen waren zwölf Fahrer am Start, von denen sich die besten fünf für das Finale qualifizieren. Der von der Pole-Position startende Julio Villars wurde bereits nach kurzer Zeit erwartungsgemäß von Nuvolari überholt, der das Rennen überlegen vor seinem Teamkollegen Antonio Brivio gewann. Alle fünf qualifizierten Wagen waren Alfa Romeos. Nachdem es kurz vor Ende des ersten Durchgangs zu Regnen begonnen hatte, wurde der Niederschlag immer stärker und wurde schließlich zu einem Gewittersturm. Zehn Fahrer waren am Start, von denen sich wiederum fünf fürs Finale qualifizierten. Der Schweizer Horst von Waldthausen startete von der Pole-Position, schied jedoch nach zwei Runden mit technischem Defekt aus. Giovanni Minozzi übernahm die Führung und holte schließlich auch den Sieg.
Tazio Nuvolari kam mit den unwirklichen Wetterbedingungen am besten zurecht und konnte das Rennen deutlich gewinnen.

## Ergebnisse

### Meldeliste
| Team                       | Nr. | Fahrer                | Chassis                   | Motor                         | Reifen |
| -------------------------- | --- | --------------------- | ------------------------- | ----------------------------- | ------ |
| Equipe Villars-Waldthausen | 02  | Julio Villars         | Alfa Romeo Monza          | Alfa Romeo 2.3L I8 Kompressor | MZ     |
| Equipe Villars-Waldthausen | 04  | Horst von Waldthausen | Alfa Romeo Monza          | Alfa Romeo 2.3L I8 Kompressor | MZ     |
| Nando Barbieri             | 06  | Nando Barbieri        | Maserati 4CM              | Maserati 1.1L I4 Kompressor   |        |
| Scuderia Capredoni         | 08  | Pietro Ghersi         | Bugatti T51               | Bugatti 2.3L I8 Kompressor    |        |
| Scuderia Ferrari           | 10  | Antonio Brivio        | Alfa Romeo Monza          | Alfa Romeo 2.6L I8 Kompressor | E      |
| Scuderia Ferrari           | 14  | Tazio Nuvolari        | Alfa Romeo Monza          | Alfa Romeo 2.6L I8 Kompressor | E      |
| Scuderia Ferrari           | 16  | Carlo Felice Trossi   | Alfa Romeo Monza          | Alfa Romeo 2.6L I8 Kompressor | E      |
| Scuderia Ferrari           | 16  | Eugenio Siena         | Alfa Romeo Monza          | Alfa Romeo 2.6L I8 Kompressor | E      |
| Luigi Soffietti            | 12  | Luigi Soffietti       | Alfa Romeo 6C             | Alfa Romeo 1.8L I6            |        |
| Luigi Soffietti            | 12  | Gugelielmo Carraroli  | Alfa Romeo 6C             | Alfa Romeo 1.8L I6            |        |
| Renato Balestrero          | 18  | Renato Balestrero     | Alfa Romeo 8C 2300 Spider | Alfa Romeo 2.3L I8 Kompressor |        |
| Federico Valpreda          | 20  | Federico Valpreda     | Maserati 26M              | Maserati 2.5L I8 Kompressor   |        |
| Francesco Matrullo         | 22  | Francesco Matrullo    | Maserati 4CM              | Maserati 1.1L I4 Kompressor   |        |
| Luigi Premoli              | 24  | Luigi Premoli         | BMP-Maserati 8C           | Maserati 2.8L I8              |        |
| Luciano Uboldi             | 26  | Luciano Uboldi        | Maserati 4CM              | Maserati 1.1L I4 Kompressor   |        |
| Guido Landi                | 28  | Guido Landi           | Maserati 4CM              | Maserati 1.1L I4 Kompressor   |        |
| Contessa Vittoria Orsini   | 30  | Vittoria Orsini       | Maserati 26               | Maserati 1.1L I8              |        |
| Secondo Corsi              | 32  | Secondo Corsi         | Maserati 26C              | Maserati 1.5L I8              |        |
| Carlo Castelbarco          | 34  | Carlo Castelbarco     | Alfa Romeo Monza          | Alfa Romeo 2.6L I8 Kompressor | P      |
| Sir Henry Birkin           | 36  | Tim Birkin            | Alfa Romeo Monza          | Alfa Romeo 2.6L I8 Kompressor | D      |
| Paul Pietsch               | 38  | Paul Pietsch          | Alfa Romeo Monza          | Alfa Romeo 2.6L I8 Kompressor | C      |
| Luigi Platé                | 40  | Albino Pratesi        | Talbot 700                | Talbot 1.5L I8                |        |
| Giovanni Alloatti          | 42  | Giovanni Alloatti     | Bugatti T51               | Bugatti 2.3L I8 Kompressor    |        |
| Giovanni Minozzi           | 44  | Giovanni Minozzi      | Bugatti T35C              | Bugatti 2.0L I8 Kompressor    |        |
| Sandro Fabbri              | 46  | Sandro Fabbri         | Maserati 26               | Maserati 1.5L I8              |        |
| Giuseppe Furmanik          | 48  | Giuseppe Furmanik     | Maserati 4CM              | Maserati 1.1L I4 Kompressor   |        |
| Pietro Nicolotti           | 50  | Pietro Nicolotti      | Maserati 26               | Maserati 1.5L I8              |        |
| Goffredo Zehender          | 52  | Goffredo Zehender     | Maserati 8CM              | Maserati 3.0L I8 Kompressor   | P      |
| Luigi Cavallero            | 54  | Luigi Cavallero       | Alfa Romeo                |                               |        |
| Achille Varzi              | 56  | Achille Varzi         | Bugatti T51               | Bugatti 2.3L I8 Kompressor    |        |

### Rennergebnis 1. Qualifikationsrennen
| Pos. | Fahrer             | Konstrukteur | Runden | Stopps | Zeit         | Start | Schnellste Runde | Ausfallgrund |
| ---- | ------------------ | ------------ | ------ | ------ | ------------ | ----- | ---------------- | ------------ |
| 01   | Tazio Nuvolari     | Alfa Romeo   | 8      |        | 26:37,0 min  | 4     | 3:14,0 min       |              |
| 02   | Antonio Brivio     | Alfa Romeo   | 8      |        | + 6,8 s      | 3     |                  |              |
| 03   | Carlo Castelbarco  | Alfa Romeo   | 8      |        | + 1:13,8 min | 9     |                  |              |
| 04   | Paul Pietsch       | Alfa Romeo   | 8      |        | + 2:31,4 min | 10    |                  |              |
| 05   | Julio Villars      | Alfa Romeo   | 8      |        | + 2:41,0 min | 1     |                  |              |
| 06   | Renato Balestrero  | Alfa Romeo   | 8      |        | + 2:58,0 min | 5     |                  |              |
| 07   | Nando Barbieri     | Maserati     | 8      |        | + 3:25,4 min | 2     |                  |              |
| 08   | Pietro Nicolotti   | Maserati     | 8      |        | + 3:38,4 min | 12    |                  |              |
| 09   | Francesco Matrullo | Maserati     | 8      |        | + 6:14,6 min | 6     |                  |              |
| 10   | Vittoria Orsini    | Maserati     | 8      |        | + 7:45,0 min | 8     |                  |              |
| —    | Giovanni Alloatti  | Bugatti      | 4      |        | DNF          | 11    |                  | Unfall       |
| —    | Luciano Uboldi     | Maserati     | 1      |        | DNF          | 7     |                  | Ausfall      |

### Rennergebnis 2. Qualifikationsrennen
| Pos. | Fahrer                | Konstrukteur | Runden | Stopps | Zeit         | Start | Schnellste Runde | Ausfallgrund |
| ---- | --------------------- | ------------ | ------ | ------ | ------------ | ----- | ---------------- | ------------ |
| 01   | Giovanni Minozzi      | Bugatti      | 8      |        | 32:22,2 min  | 9     |                  |              |
| 02   | Carlo Felice Trossi   | Alfa Romeo   | 8      |        | + 10,4 s     | 4     |                  |              |
| 03   | Federico Valpreda     | Maserati     | 8      |        | + 32,5 s     | 5     |                  |              |
| 04   | Pietro Ghersi         | Bugatti      | 8      |        | + 1:25,4 min | 2     | 3:20,0 min       |              |
| 05   | Luigi Premoli         | BMP Maserati | 8      |        | + 1:58,8 min | 6     |                  |              |
| 06   | Guido Landi           | Maserati     | 8      |        | + 2:05,4 min | 7     |                  |              |
| 07   | Luigi Soffietti       | Maserati     | 8      |        | + 3:16,4 min | 3     |                  |              |
| —    | Giuseppe Furmanik     | Maserati     | 5      |        | DNF          | 10    |                  | Ausfall      |
| —    | Secondo Corsi         | Maserati     | 5      |        | DNF          | 8     |                  | Ausfall      |
| —    | Horst von Waldthausen | Alfa Romeo   | 2      |        | DNF          | 1     |                  | Mechanik     |

### Rennergebnis Finalrennen
| Pos. | Fahrer              | Konstrukteur       | Runden | Stopps | Zeit          | Start | Schnellste Runde | Ausfallgrund |
| ---- | ------------------- | ------------------ | ------ | ------ | ------------- | ----- | ---------------- | ------------ |
| 01   | Tazio Nuvolari      | Alfa Romeo         | 15     |        | 1:02:21,4 h   |       |                  |              |
| 02   | Carlo Felice Trossi | Alfa Romeo         | 15     |        | + 4,0 s       |       | 3:54,8 min       |              |
| 03   | Antonio Brivio      | Alfa Romeo         | 15     |        | + 3:19,8 min  |       |                  |              |
| 04   | Federico Valpreda   | Maserati           | 15     |        | + 6:47,4 min  |       |                  |              |
| 05   | Giovanni Minozzi    | Königreich Italien | 15     |        | + 7:32,0 min  |       |                  |              |
| 06   | Julio Villars       | Alfa Romeo         | 15     |        | + 11:34,0 min |       |                  |              |
| 07   | Paul Pietsch        | Alfa Romeo         | 15     |        | + 11:52,6 min |       |                  |              |
| 08   | Carlo Castelbarco   | Alfa Romeo         | 15     |        | + 14:46,8 min |       |                  |              |
| —    | Luigi Premoli       | BMP Maserati       |        |        | DNF           |       |                  | Ausfall      |
| —    | Pietro Ghersi       | Bugatti            |        |        | DNF           |       |                  | Ausfall      |